# Little Hadham
Little Hadham è un villaggio e parrocchia civile dell'Inghilterra, appartenente alla contea dell'Hertfordshire.